# Sardi (famiglia)
Quella dei conti Sardi, nobili di Lucca, è una delle maggiori casate nella storia politica, economica e sociale lucchese.

## Storia
La storia della famiglia Sardi, così come emerge dal Fondo Sardi conservato presso l’Archivio di Stato di Lucca, è strettamente legata a quella della Repubblica Aristocratica della Città di Lucca. A partire dall’affermazione sociale ed economica della famiglia Sardi attorno al 1530, grazie ai fiorenti commerci della seta, attraverso il XVIII secolo, durante il quale i Sardi si distinsero per l’alto tenore di vita, ma anche per la beneficenza ed assistenza ai bisognosi, si annoverano le figure del conte Bartolomeo Sardi (1645-1719), prefetto dei sovrani Michele I di Polonia, Giovanni III di Polonia, Augusto II di Polonia  e segretario della regina Maria Casimira; di monsignor Filippo Sardi (1736-1826), arcivescovo di Lucca e presidente del senato lucchese nella fase politica che portò alla costituzione del Ducato di Lucca affidato a Carlo Ludovico con la reggenza della madre Maria Luisa di Borbone-Spagna; del conte Cesare Sardi (1777-1843), rappresentante dello Stato Lucchese al Congresso di Vienna e consigliere di stato sotto i Borboni; del conte Giovanni Sardi (1777-1856) dignitario alla corte di Carlo Ludovico e membro del suo seguito nei viaggi in Austria e Germania fino al 1847, sposato con Adelaide dei conti Archinto, dama di corte della principessa Elisa Bonaparte Baciocchi. Figlia di Giovanni ed Adelaide, la contessa Elisa Sardi (1806-1869), sposa del duca Giovanni Francesco Melzi d’Eril, fu tra le fondatrici del nucleo italiano della Compagnia delle Dame della Carità di San Vincenzo de' Paoli. Nei primi anni del XIX secolo, iniziò una diramazione del casato, tramite il matrimonio del conte Francesco Sardi con la patrizia lucchese Giulia Saladini. Il ramo Sardi Saladini ebbe a spegnersi nella figura del conte Luigi Sardi Saladini, morto nel 1897. Da rilevare inoltre che a metà del XIX secolo i Fatinelli, patrizi di Lucca e titolari, tra l'altro, della cappella in San Frediano dove è sepolta Santa Zita, si estinsero nei Sardi tramite il matrimonio di Olimpia, ultima della prosapia patrizia, con il conte Ottavio Sardi (1849-1878). Al principio del XX secolo, l’esponente di primo piano della casata, collocata tra le maggiori della nobiltà lucchese per censo e per cultura, fu il conte Cesare Sardi, (1853-1924), eminente storico ed illuminato benefattore, fondatore della Confederazione Nazionale delle Misericordie d'Italia e proposto dell’Arciconfraternita di Misericordia di Lucca dal 1898 al 1920. Tra i figli del conte Cesare e della patrizia fiorentina Clementina Martelli si annoverano, oltre ad Alessandro e Luisa Amalia morti in giovane età, Adelaide Sardi (1879-1930), religiosa carmelitana col nome di suor Gesualda dello Spirito Santo, scrittrice e prima biografa di Santa Gemma Galgani; Virginia Sardi  (1887-1961) religiosa carmelitana col nome di suor Suor Teresina di Gesù Bambino, scrittrice e corrispondente di Giorgio La Pira e Fioretta Mazzei;  Carlo Sardi (1884-1968), Cavaliere d’Onore e Devozione del Sovrano Militare Ordine di Malta, sposato con Isabella dei marchesi Doria Lamba, ritratta in un celebre dipinto del De Servi e Giovanni Sardi (1892-1973), dottore in lettere, docente di Italiano e Storia, Cavaliere della Corona d'Italia, socio ordinario dell'Accademia Lucchese di Scienze, Lettere e Arti dal 1920, coniugato con Maria Antonietta Mazzei, patrizia fiorentina.  Nella seconda metà del XX secolo, in seguito ad alleanza familiare con i marchesi Ripa di Meana, una parte del casato ha trasferito la sua residenza principale da Lucca a Torino.

## Palazzo Sardi
Palazzo Sardi sorge tra le vie San Paolino e Burlamacchi ed è considerato uno dei più bei palazzi di Lucca. L'edificio seguì le vicissitudini della famiglia Sardi che lo acquisì dalla famiglia Arnolfini (celebri mercanti lucchesi) nel XVII secolo. Si deve al conte Lorenzo Antonio Sardi (1686-1766) l'intensa attività mecenatesca svolta al fine di abbellire ed ampliare Palazzo Sardi a partire dal 1726, anno delle sue nozze con la patrizia lucchese Maria Guinigi. A Pietro Paolo Scorsini si devono gli affreschi della galleria del piano nobile dell'edificio, raffiguranti le quattro stagioni ed alcuni trompe-l'œil prospettici. Si devono invece ai quadraturisti Giovan Battista Natali, Bartolomeo De Santi e al figurista Lorenzo Castellotti gli affreschi della loggia del palazzo e di alcune sale dell'appartamento al piano nobile. In particolare, il ciclo di affreschi comprendente le raffigurazioni di Bacco ed Arianna, le Virtù della Vergine Maria e gli stemmi Sardi e Cittadella, fu eseguito per celebrare l'unione matrimoniale tra le due influenti famiglie lucchesi. Palazzo Sardi, di proprietà dei conti Sardi fino al 2008, è attualmente diviso in varie unità immobiliari.

## Villa Sardi a Brancoli
Villa Sardi sorge sulle colline della Brancoleria a 10 km dal centro storico di Lucca. La costruzione risale alla fine del '400 e fu acquisita dai conti Sardi all'inizio del XVI secolo. Nel XVIII secolo villa Sardi, che costituiva la più antica proprietà della famiglia, venne in parte modificata tramite l'inserimento di uno scalone esterno, un loggiato, una torretta con orologio ed un raffinato giardino all'italiana. Villa Sardi è attualmente di proprietà, per via ereditaria femminile, dei conti Nigra.

## Arma
D'argento, al cervo saliente al naturale, attraversato da fascia azzurra caricata di tre sarde d'argento nel verso della fascia.

## Motto
HONOR VIRTUTIS PRAEMIUM.